# Siren Lake
Der Siren Lake (englisch; bulgarisch езеро Сирена esero Sirena) ist ein ovaler, in südost-nordwestlicher Ausrichtung 250 m langer, 140 m breiter und 2,7 Hektar großer See auf der Livingston-Insel im Archipel der Südlichen Shetlandinseln. Auf der Byers-Halbinsel liegt er 1,8 km östlich des Devils Point, 800 m ostsüdöstlich der Lucifer Crags, 1 km südwestlich des Wasp Hill und 680 m nördlich des Sevar Point nahe dem westlichen Ende der South Beaches. Von der Raskuporis Cove trennt ihn ein 55 bis 70 m breiter Landstreifen.
Die bulgarische Kommission für Antarktische Geographische Namen benannte ihn 2020 nach den Sirenen aus der griechischen Mythologie.